# Venonia micarioides
Venonia micarioides är en spindelart som först beskrevs av Ludwig Carl Christian Koch 1877.  Venonia micarioides ingår i släktet Venonia och familjen vargspindlar. Inga underarter finns listade.